# 长蕊斑种草
长蕊斑种草（学名：Antiotrema dunnianum）是紫草科长蕊斑种草属的植物，是中国的特有植物。分布在中国大陆的四川、云南、广西、贵州等地，生长于海拔1,600米至2,500米的地区，多生于山坡草地，目前尚未由人工引种栽培。

## 别名
铁打苗、狗舌草（植物名实图考）、白紫草（四川）